# Аморалов, Сергей
Серге́й Амора́лов (настоящее имя — Серге́й Алекса́ндрович Суро́венко; род. 11 января 1979 года, Ленинград) — российский певец и автор песен, известный как один из участников группы «Отпетые мошенники».

## Биография

### Ранние годы
Сергей Аморалов (тогда ещё Сергей Суровенко) родился 11 января 1979 года в Ленинграде. Среднее образование получил в 93 школе (ныне лицей № 470 Калининского района). Его отец работал слесарем 5-го разряда на оборонном заводе, мать занималась воспитанием двух детей (у Сергея есть старшая сестра). Всё детство будущего артиста прошло в северной столице. Там же он впервые начал задумываться о большой сцене. Однако было это не сразу. Поначалу Сергей мечтал стать военным лётчиком, затем слесарем, как и его отец. Однако от этих мыслей он скоро отказался. Серьёзным увлечением в его жизни стал спорт. Ещё в младших классах школы Сергей начал заниматься в секции гимнастики и даже сумел получить первый взрослый разряд. Однако дорасти до профессионального спортсмена ему было не суждено: будучи подростком, он получил серьёзную травму спины, в результате чего со спортом пришлось распрощаться. Новым увлечением в жизни молодого человека стала живопись. Процесс создания картин и этюдов сильно увлекал Сергея, однако педагоги, как и он сам, никогда не отмечали у него особого таланта.
Параллельно с другими увлечениями Сергей всегда питал любовь к музыке. Ему нравилось творчество групп Prodigy, Nirvana, The Cure и некоторых других. Схожих взглядов на музыку придерживался также его друг и сосед Гарик Богомазов. Вместе они часто устраивали импровизированные выступления около своего подъезда, исполняя в основном нецензурные песни. Значительно позже, после того как Сергей Аморалов стал студентом Санкт-Петербургского архитектурно-строительного университета, любовь к музыке приобрела более осознанные черты. Оставив вуз после первого курса, он начал готовиться к поступлению в Академию культуры на эстрадный факультет, однако всё же не поступил туда: планы изменила случайная встреча с молодым музыкантом Вячеславом Зинуровым, который скоро стал «творческой» основой коллектива.

### Карьера
Именно Зинуров сумел на первых порах направить энергию юношей в более или менее пристойное русло. Так и образовалась группа «Отпетые мошенники». Сергей с Гариком писали простенькие тексты, Слава сочинял простенькие мелодии. Удивительно, но именно такой подход к творчеству в дальнейшем обеспечил парней первыми реальными контрактами. «Раскруткой» группы занялся довольно известный продюсер Евгений Орлов. С этого момента в жизни Сергея Аморалова и других участников начался новый этап. Официальной датой образования коллектива считается 8 декабря 1996 года. В этот день «Отпетые мошенники» впервые предстали перед публикой в рамках фестиваля «Танцующий город» в Череповце. Скоро на всех радиостанциях России зазвучал их первый хит — «Бросай курить». Эта композиция сделала группе имя и явилась главным шлягером их первого альбома — «Из цветного пластилина». По-настоящему же известными и популярными «Отпетые мошенники» стали после записи радио-хита «Всяко-разно». После этого они начали часто гастролировать, появляться в телевизионных проектах, давать интервью различным изданиям. Аморалов выдвинулся в коллективе на лидирующие позиции и фактически сделался его лицом. В большинстве клипов он играл центральную роль, в качестве ведущего солиста выступал также и при записи песен.
За несколько лет группа выпустила шесть успешных альбомов, сняла бессчётное множество клипов. В разные годы «Отпетые мошенники» становились лауреатами премий «Золотой граммофон», «Песня года», «Стопудовый хит» и некоторых других. Период с конца девяностых до середины нулевых годов был золотым временем в истории коллектива. Однако впоследствии дела у них пошли на спад. В 2008-м они записали свой седьмой студийный альбом «Назло рекордам», но большим успехом он не пользовался. На телевидении группа также стала реже появляться.

### Личная жизнь
В начале 2000-х годов Сергей Аморалов продолжительное время встречался с солисткой группы «Сливки» Дарьей Ермолаевой. Роман их длился около трёх лет, после этого они расстались. В середине 2008 года Сергей женился на своей новой подруге — экс-модели Марии Эдельвейс.

## Фильмография
| Год  |   | Название | Роль  |
| ---- | - | -------- | ----- |
| 2021 | с | Полярный | камео |